# 月湖

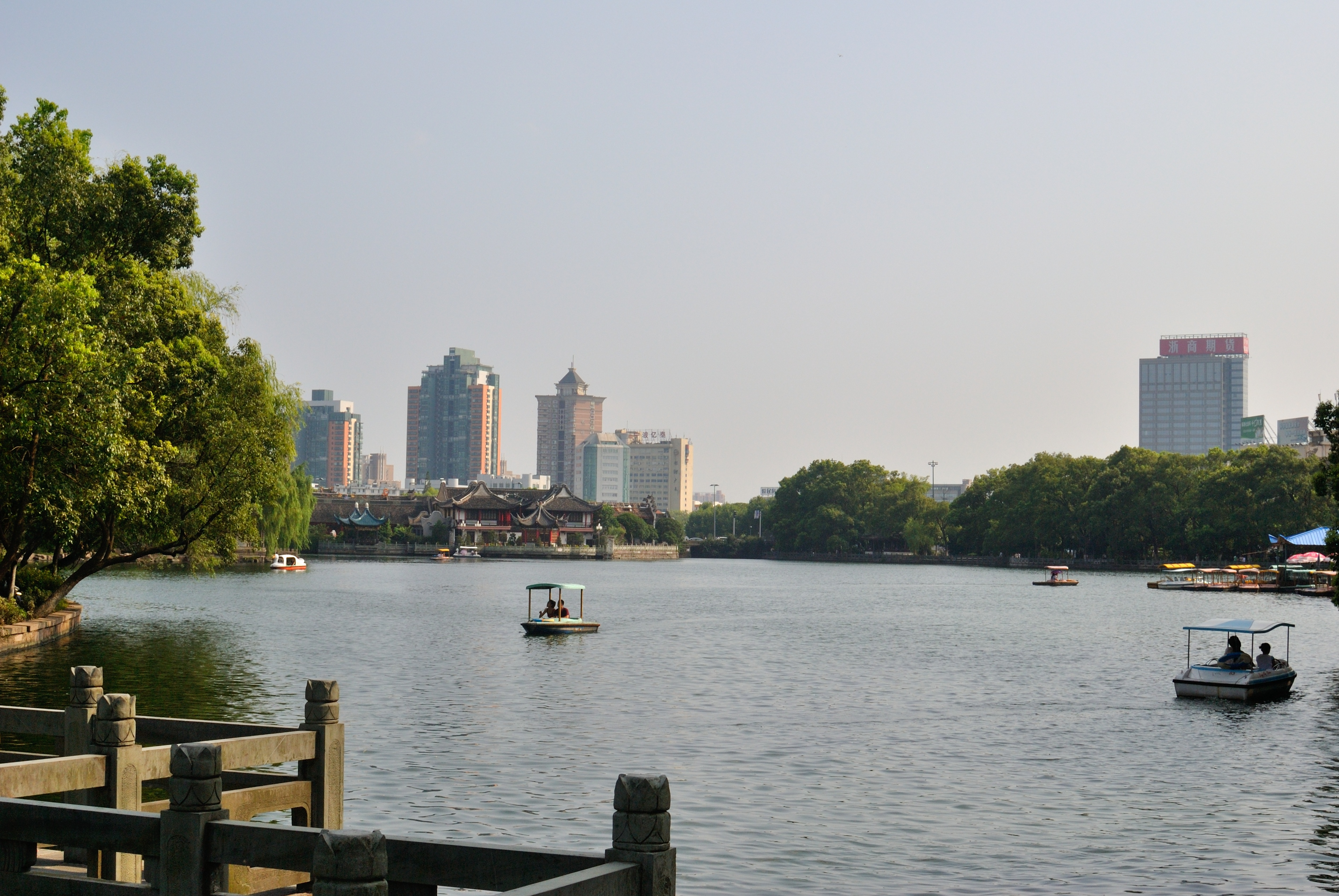
月湖

月湖（げつこ、中国語：月湖（Yuehu）、英語：Crescent Lake）は、中国浙江省寧波市の中心にある緑豊かな公園の人造湖。寧波駅とバスターミナルから、近い距離にある。
唐の貞観10年に開鑿され、当初は町の西にあることから西湖と呼ばれていたが、宋の元祐年間に現在の規模に整備され三日月に似た形状から、月湖と名付けられる。
月湖は公園として開放され、中国の5A級観光地（2018年認定）でもある。湖の各所には史跡、記念碑、旧宅、レストランそして中学（浙江寧波第二中学）まである。月湖を北上すると、市のシンボルである寧波の鼓楼に至る。
- 天一閣：月湖の西側に位置し、書庫の天一閣の前にある消火用の池は、月湖を水源としている。
- 居士林：月湖の中之島にある道教寺院（道観）。
- 関帝廟：居士林の東隣にある三国志の英雄関羽を祀る廟。
- 清真寺：月湖の西側にあるイスラム寺院。基礎は北宋の時代に建築された建物。
- 賀秘監祠：賀知章の旧宅。博物館として一般に開放。
- 林宅：清の同治年間に林鐘喬の邸宅。邸宅の装飾としての彫刻に優れている。
- 范宅：天一閣を作った范欽の兄である范庸の邸宅。万暦年間の建築様式を残す。現在は多数の店舗が入り、書画や骨董品を売っている。